# KkStB 91
Die Dampflokomotiven der Reihe 91 waren Schlepptenderlokomotiven der kkStB. Die Zweizylinder-Nassdampf-Lokomotiven mit der Achsformel C wurden von der Wiener Neustädter Lokomotivfabrik im Jahr 1876 geliefert.
Die Maschinen mit den Nummern 91.01–07 übernahm die kkStB von den Niederösterreichischen Südwestbahnen, bei denen sie als Serie B die Nummern 1B–7B hatten, bei deren Verstaatlichung im Jahr 1878.
Die Maschinen wurden nach 1887 neu bekesselt (vgl. Tabelle).
Nach dem Ersten Weltkrieg übernahm die BBÖ alle Loks unter Beibehaltung der Reihen- und Ordnungsnummer.
Die BBÖ vermietete die Loks der Reihe 91 mit den Nummern 01, 02, 03, 05 und 07 in den Jahren 1923 bis 1931 zeitweilig an die GySEV.
Die letzte Lokomotive dieser Reihe wurden 1936 ausgeschieden.
Die Lokomotiven waren mit Tendern der NÖSWB Serie B gekuppelt.